# Новоселье (Гдовский район)
Новоселье — деревня в Гдовском районе Псковской области России. Входит в состав Самолвовской волости Гдовского района.
Расположена на юго-западе района, в 8 км от побережья Чудского озера, в 16 км к северо-востоку от волостного центра Самолва, в 9 км к северу от деревни Ремда. Окружена болотистой местностью.

## Население
Численность населения деревни на 2000 год составляла 4 человека, по переписи 2002 года — 6 человек.

## История
До 2005 года деревня входила в состав ныне упразднённой Ремдовской волости.